# Titularerzbistum Hierapolis in Syria
Hierapolis in Syria (ital.: Gerapoli di Siria) ist ein Titularerzbistum der römisch-katholischen Kirche.
Es geht zurück auf einen untergegangenen Bischofssitz in der antiken Stadt Hierapolis Bambyke, die in der römischen Provinz Syria Coele bzw. in der Spätantike Syria Euphratensis lag. 
| Titularerzbischöfe von Hierapolis in Syria |                                                            |                                                                                          |                   |                   |
| Nr.                                        | Name                                                       | Amt                                                                                      | von               | bis               |
| 1                                          | Julien-François-Pierre Carmené                             | emeritierter Bischof von Martinique, Fort-de-France und Saint Pierre (Martinique)        | 24. März 1898     | 23. August 1908   |
| 2                                          | Angelo Maria Dolci                                         | Apostolischer Delegat und Apostolischer Nuntius                                          | 13. November 1914 | 13. März 1933     |
| 3                                          | Tomasso Trussoni                                           | emeritierter Erzbischof von Cosenza (Italien)                                            | 9. April 1934     | 23. Dezember 1940 |
| 4                                          | Tommaso Valeri OFM                                         | emeritierter Erzbischof von Brindisi (Italien)                                           | 14. August 1942   | 20. November 1950 |
| 5                                          | Leone Giacomo Ossola OFMCap Titularerzbischof pro hac vice | emeritierter Bischof von Novara (Italien)                                                | 12. Juni 1951     | 17. Oktober 1951  |
| 6                                          | Rosalvo Costa Rêgo                                         | Weihbischof in São Sebastião do Rio de Janeiro (Brasilien)                               | 3. März 1952      | 3. Februar 1954   |
| 7                                          | Ermenegildo Florit                                         | Koadjutorerzbischof von Florenz (Italien)                                                | 12. Juli 1954     | 9. März 1962      |
| 8                                          | Antonio del Giudice                                        | Apostolischer Delegat, Apostolischer Internuntius, Apostolischer Nuntius und Pro-Nuntius | 18. April 1962    | 20. August 1982   |